# Беляков, Геннадий Фёдорович
Генна́дий Федорович Беляко́в (7 июня 1968, Москва) — советский саночник, выступавший за сборные СССР, Объединённой команды и России в начале 1990-х годов. Участник двух зимних Олимпийских игр, обладатель бронзовой медали чемпионата мира, многократный призёр национального первенства. Защищал честь ЦСКА, мастер спорта.

## Биография
Геннадий Беляков родился 7 июня 1968 года в Москве. Выступая в паре с Игорем Лобановым, в 1990 году на чемпионате мира в канадском Калгари завоевал бронзовую медаль в состязаниях смешанных команд. Благодаря череде удачных результатов удостоился права защищать честь страны на Олимпийских играх 1992 года в Альбервиле, где, находясь в составе Объединённой команды республик бывшего СССР, сумел подняться до десятой позиции мужского парного разряда.
После этих соревнований его партнёр Лобанов ушёл из санного спорта, решив посвятить себя музыке, и новым напарником Белякова стал Анатолий Бобков. На Олимпийских играх 1994 года в Лиллехаммере представлял уже команду России, но выступил значительно хуже предыдущего раза, добравшись лишь до пятнадцатого места. Вскоре после этой неудачи Геннадий Беляков принял решение завершить карьеру профессионального спортсмена, уступив место молодым российским саночникам.